# Embru
Die Embru-Werke AG ist ein Schweizer Möbelhersteller mit Sitz in Rüti ZH. Das Unternehmen wurde 1904 gegründet und beschäftigt heute 195 Mitarbeitende in der Schweiz. Das Sortiment von Embru umfasst Möbel für Pflege- und Bildungseinrichtungen, Büromöbel und zahlreiche Designklassiker. In den letzten 119 Jahren haben namhafte Designer und Architekten wie Max Ernst Haefeli, Werner Max Moser, Rudolf Steiger, Gustav Hassenpflug, Wilhelm Kienzle und Alfred Roth für Embru Möbel entworfen.

## Unternehmensgeschichte
1904 wurde die Embru von Hermann Hess-Honegger als Eisen- und Metall-Bettenfabrik Rüti gegründet. „Embru-Werke AG“ wurde dann im Jahre 1912 der offizielle Firmenname.
In den Dreissigerjahren kamen die modernen Stahlrohrmöbel hinzu und die Zusammenarbeit mit Designern und Architekten von Marcel Breuer bis Werner Max Moser. Damals entstanden die ersten höhenverstellbaren Schultische.
Nach dem Zweiten Weltkrieg wurden die Spital- und Pflegebetten weiterentwickelt. Die Entwicklung ging 1958 vom hydraulisch höhenverstellbaren Krankenbett zum elektrisch verstellbaren Bett, das nunmehr der Patient auch selber bedienen konnte.
Ergonomie in der Schule wurde ein zunehmend wichtiges Thema. Hier galt es, Möbel zu finden, die sich den wachsenden Kindern anpassten. In den 1950er-Jahren entwickelte Embru darum höhenverstellbaren Tische und Stühle für Klassenzimmer.
Ende der Siebzigerjahre wurde das Produktsortiment um die Büromöbellinie „Ergodata“ erweitert, mit dem mehr als eine Million Arbeitsplätze ausgestattet wurden. Später wurde die Serie von „Take off“ und aktuell von „eQ“ abgelöst.
Im Jahre 2007 wurde in Rüti die moderne Laserschneideanlage TruLaser Tube 5000 für die flexible Rohr- und Profilbearbeitung installiert und anfangs 2010 wurde eine neue Pulverbeschichtungsanlage mit Vorbehandlung und Einbrennofen in Betrieb genommen. Mit knapp über Fr. 3 Mio. ist dies die grösste Investition in der Geschichte der Embru in eine Produktionsanlage. Der jetzige CEO Pascal Huber leitet das Unternehmen seit 1995.

## Designklassiker

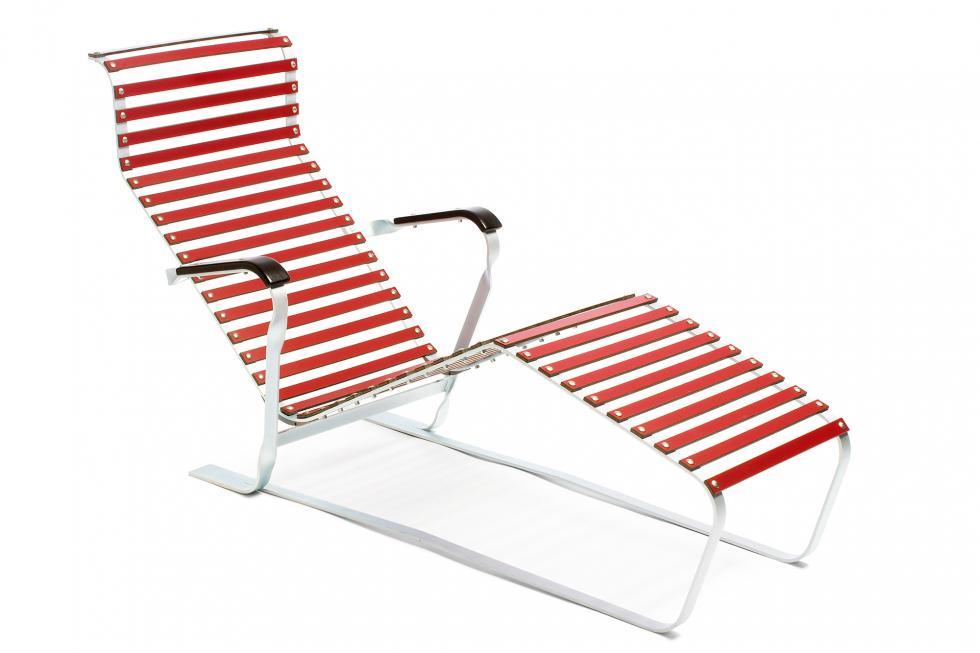
Breuer-Liege

Im Jahr 1927 wurden anlässlich der Ausstellung „Die Wohnung“ in der Stuttgarter Weissenhofsiedlung sechs Musterwohnungen von Schweizer Architekten eingerichtet. Da Embru über die Herstellungs- und Entwicklungsmöglichkeiten für diese, damals mit modernsten Mitteln hergestellten Möbel verfügte, kam es in den Folgejahren zur Zusammenarbeit mit den Gestaltern der Schweizer Moderne. Ergebnisse dieser Zusammenarbeit sind unter anderem Marcel Breuers Gartenliege, Gustav Hassenpflugs Hasselpflug Stuhl, Werner Max Mosers Fauteuil, die „Spaghettistühle“ von Huldreich Altorfer und das Bett von Alfred Roth.
Heute gelten die Neuheiten von damals als Designklassiker und werden nach wie vor von Embru, nach original Entwurfszeichnungen, hergestellt.
Die Original Embru-Werbeplakate und Designobjekte aus den 1930er- und 1940er-Jahren, teils mit Fotografien von Hans Finsler, sind Teil der Plakatsammlung des Museum für Gestaltung Zürich.

## Interaktive Lerntechnologie
Im Januar 2016 ist mit Promethean Ltd. der Bereich der interaktiven Lerntechnologie ausgebaut worden.

## Embru Museum in Rüti ZH
Im Herbst 2022 konnte nach 5-jähriger Aufarbeitung das firmeneigene Embru-Museum, die "Villa Fortuna" eröffnet werden. Das denkmalgeschützte Haus auf dem Werksgelände wurde der Zeitepoche entsprechend stilgerecht renoviert und zeigt neben vielfältigen Typenmöbeln auch einen Einblick in die Firmengeschichte von Embru, die auch eine Schweizer Designgeschichte ist. Das Museum ist auf Anfrage zugänglich.